# Baie de Fundy
Pour les articles homonymes, voir Fundy.
La baie de Fundy (prononciation : fun-di ou bien fun-day), originellement la baie Française à l'époque de l'Acadie et de la Nouvelle-France, est un bras de mer situé en bordure de l'océan Atlantique sur la côte sud-est du Canada, à l’extrémité nord du golfe du Maine, entre les provinces du Nouveau-Brunswick et de Nouvelle-Écosse. Elle mesure 270 km de long, pour une moyenne de 80 km de large.

## Origine du nom

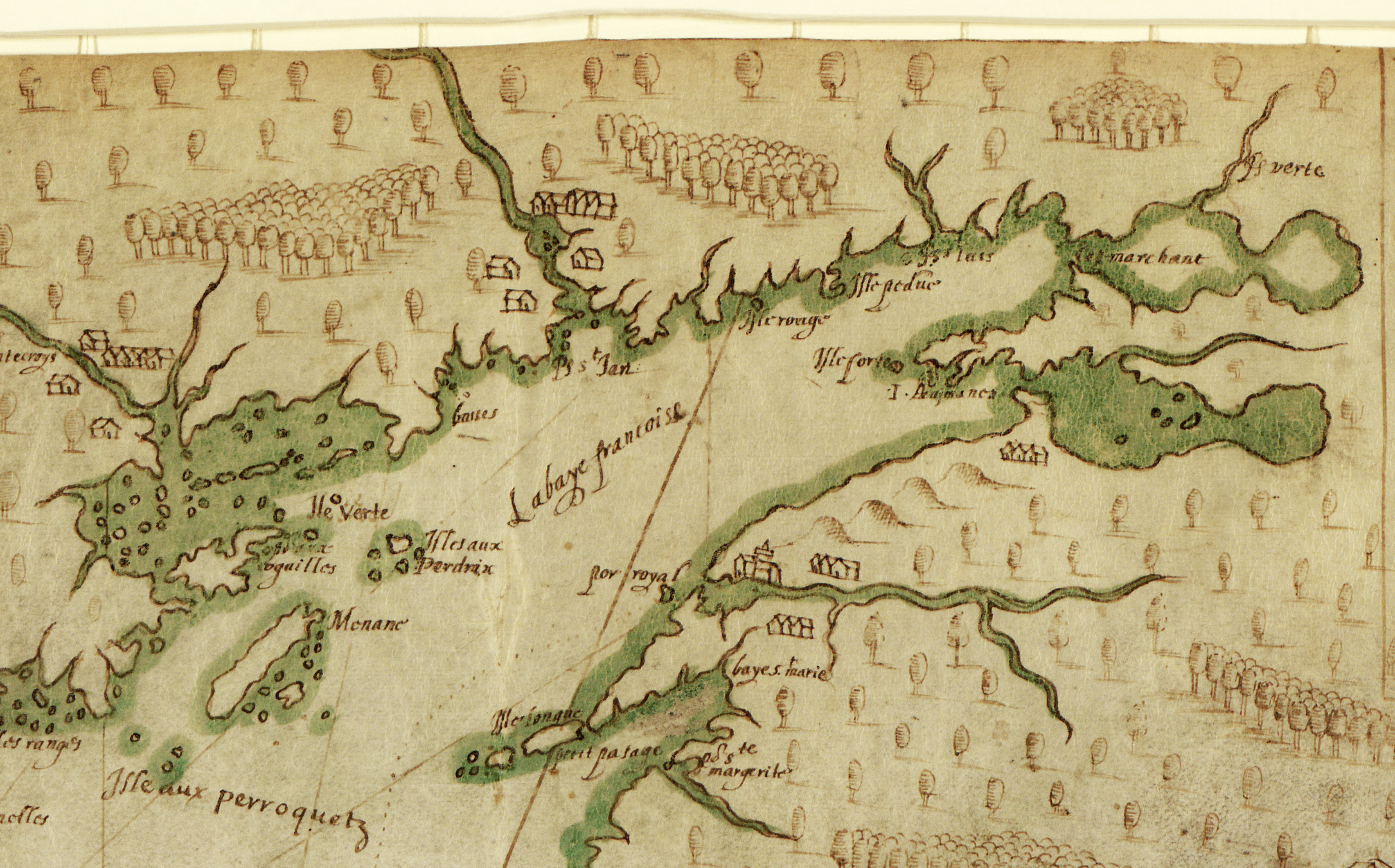
La baye Françoise, détail d'une carte sur vélin de style portulan, dessinée par Samuel de Champlain, fondateur de la Nouvelle-France.

On a longuement cru que « Fundy » provenait du portugais fundo, qui veut dire « profond ». Cependant, les études récentes porteraient à croire qu'il s'agirait plutôt de la corruption de l'ancien nom français du cap Split, qui est situé sur la péninsule Blomidon à l'entrée du bassin des Mines, soit « cap fendu ».
Marc Lescarbot et Samuel de Champlain désignent cette baie sous le nom de « baye Françoise » en 1603. Champlain écrit que ce nom a été donné par Dugua de Mons :
« Estans esloignez vn quart de lieuë de la coste nous fusmes à vne isle qui s'appelle l'isle Lōgue,qui git nort nordest, & sur surouest, laquelle faict passage pour aller dedans la grande baye Françoise, ainsi nommee par le sieur de Mons. »
La carte à gauche montre la première délimitation approfondie de la Nouvelle-Angleterre et des côtes canadiennes. Ce détail montre Port-Royal ; la baie Françoise (de Fundy), l'île longue. Les noms des lieux et la ligne côtière correspondent de très près aux récits de Champlain dans ses Voyages, publiés en 1613. Champlain conçut personnellement et dessina la carte. Champlain fonda ce travail entièrement sur ses propres travaux d'exploration et d'observation, incluant ses entretiens avec des Indiens (sauvages), ainsi que sur ses propres calculs. La carte montre des habitations le long de la côte, à la fois des établissements français et des villages indiens. Les symboles de colline indiquent des élévations visibles de la côte. Les hauts-fonds dangereux sont indiqués comme des groupes de petits points, et les ancres représentent des endroits où il jeta l'ancre. Il s'agit d'un des grands trésors cartographiques d'Amérique.
Lors de la capture temporaire de Port-Royal en 1614 par Samuel Argall, il lui donna le nom de Argall's Bay. Néanmoins, la toponymie de baie Française demeura tout le long de la période de la Nouvelle-France et de celle de l'Acadie.
Le nom de la baie apparut sous le nom de Baye Foundy sur la carte de John Thornton de 1688 et de Fundi Bay sur la carte de Herman Moll de 1720. Au milieu du XVIIIe siècle, Bay of Fundy finit par s'imposer en anglais.

## Géographie

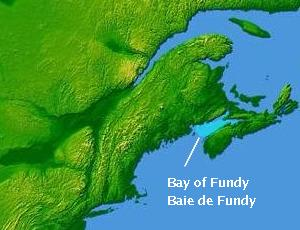
Position de la baie de Fundy dans l'est du Canada

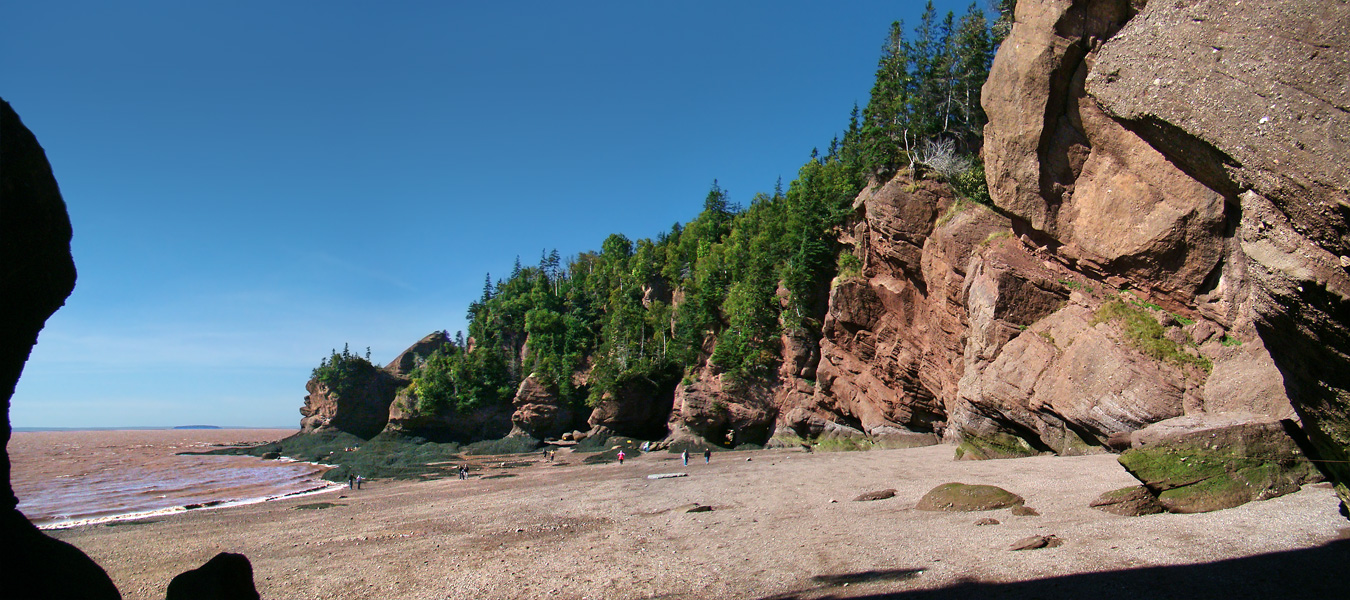
Les rochers d'Hopewell à marée basse, sur les rives du Nouveau-Brunswick

L'Organisation hydrographique internationale définit les limites de la baie de Fundy de la façon suivante :
- une ligne partant vers le nord-ouest depuis le cap Saint Marys (44° 04′ 59″ N, 66° 12′ 30″ O), en Nouvelle-Écosse, à travers l'île Machias Seal (44° 30′ 03″ N, 67° 06′ 03″ O) et jusqu'à Little River Head (44° 38′ 40″ N, 67° 11′ 28″ O), dans l'État du Maine.

La baie a la forme d'un entonnoir de 80 à 100 km de largeur à l'entrée se terminant en deux étroits prolongements : la baie de Chignectou et la baie Minas (nom venant du français bassin des Mines que les Acadiens lui avaient donné),. Ces dernières se subdivisent en :
- Baie de Chignectou : bassin de Cumberland et baie de Shepody.
- Bassin des Mines : se termine dans la baie de Cobequid.

La partie ouest a quatre sous-bassins importants, soit :
- deux côté Nouveau-Brunswick :
  - Baie de Passamaquoddy ;
  - Baie Back ;
- un côté Nouvelle-Écosse :
  - Bassin d'Annapolis ;
- un côté de l'État américain du Maine :
  - Baie de Cobscook.

La baie de Fundy est relativement peu profonde, mais son fond irrégulier, en général 50 m de profondeur, a quelques chenaux de 150 m de profondeur,. On y retrouve des hauts-fonds, des récifs et des îlots, particulièrement à son embouchure. Elle est le résultat d'un enfoncement de la croûte terrestre lors de l'ouverture de l'océan Atlantique, il y a plus de 160 millions d'années ; par la suite, les glaciations et l'érosion en ont modifié la forme. Le rivage est rocheux et peu élevé en général, mais avec quelques escarpements de 200 m de hauteur. Des marais salés et des battures jusqu'à cinq kilomètres de large sont communs au fond de la baie où les boues d'argile rouge sont très productives biologiquement.

### Marées

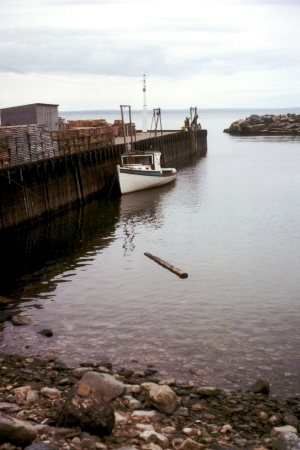
La baie de Fundy à marée haute

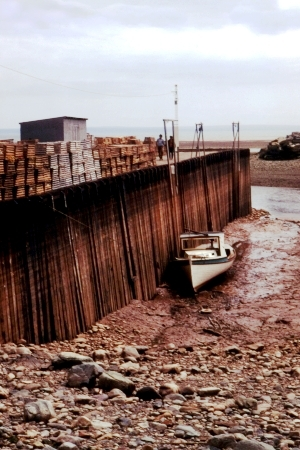
Le même endroit à marée basse

La baie de Fundy est connue mondialement pour ses grandes marées : les marnages les plus grands au monde se produisent dans la baie de Fundy (plus précisément dans le bassin Minas), sur la côte sud-est du Canada et dans la baie d'Ungava (plus précisément dans le bassin de la rivière aux Feuilles), dans le détroit d'Hudson. On peut y observer des marées de 16 m (53 pieds) La légende micmaque veut que les marées de la baie de Fundy soient causées par une baleine géante qui agite l'eau. Les océanographes expliquent plus scientifiquement que la période que prend l'eau à baisser entre deux marées, d'un bout à l'autre de la baie, et le temps entre deux marées hautes (12,4 h) est similaire. Ces deux phénomènes entrent donc en résonance et amplifient la différence entre la marée haute et la marée basse pour donner un effet de seiche. De plus, comme la baie rétrécit graduellement entre son entrée et les baies étroites de Chignecto et de Minas, le volume d'eau se voit donc forcé de changer de configuration en augmentant son épaisseur pour compenser la largeur qui diminue,.
Le bassin de Minas est celui réputé pour avoir les plus hautes marées au monde, mais certains soutiennent que c'est au bassin de la rivière aux Feuilles dans la baie d'Ungava du grand-nord du Québec que revient ce record. Le Service hydrographique du Canada a finalement conclu que les deux sont statistiquement égaux. En effet, la moyenne est de 16,8 m à Burntcoat Head, Nouvelle-Écosse et 17 m dans la baie aux Feuilles. Le record de la plus grande marée est de 21,6 m, les 4 et 5 octobre 1869, lors du passage d'une tempête tropicale, appelée Saxby Gale,, au nord-ouest de la baie de Fundy. Les vents et une marée exceptionnelle s'étaient alors combinés. Cependant, comme la baie aux Feuilles est dans une région éloignée, les statistiques y sont récentes et peu fournies.
Ces marées et les forts courants dans la baie engendrent à certains endroits moins profonds des remontées d'eau des profondeurs. Tout ce brassage permet à la baie de demeurer libre de glace à l'année, bien que la température de l'eau ne monte jamais à plus de 10 °C en été et qu'en hiver la neige tombe en grande quantité.

#### Centrale électrique marémotrice
Plusieurs projets de centrales électriques alimentées par l'énergie marémotrice ont été proposés au cours des dernières décennies. On construirait un barrage en travers d'une des anses de la baie, laissant passer la marée montante et retenant la marée descendante pour dévier le reflux vers des turbines. Il existe une telle centrale à Annapolis Royal (Nouvelle-Écosse) à l'embouchure de la rivière Annapolis. Elle produit 18 mégawatts de puissance et sert de projet pilote pour observer les impacts environnementaux, dont l'érosion des berges, l'ensablement de la rivière, la rétention de métaux lourds et de pesticides par le barrage, le blocage imposé à la faune dont les baleines et les effets sur la flore de l'estran.
Jusqu'à présent, la construction de plus grandes centrales qui demanderait de fermer de larges baies n'a pas abouti à cause des problèmes rencontrés à Annapolis Royal, ainsi que pour des effets appréhendés sur l'augmentation probable des marées (0,2 à 1 m) due à ces restrictions de flots, ce qui pourrait causer des inondations jusque sur la côte du Maine.
Certains autres projets visent à installer des hydroliennes, équivalent aquatique des éoliennes. Il s'agit de générateurs électriques mus par le courant. Elles seraient placées dans des endroits où le flux est accéléré par un rétrécissement et ne nuiraient pas à la circulation générale.

### Îles
Des îles et îlots que l'on retrouve dans la baie de Fundy, le plus grand est celui de Grand Manan à la frontière entre le Nouveau-Brunswick et le Maine. On peut mentionner également l'île Campobello où Franklin Delano Roosevelt avait une résidence d'été, l'île Moose et l'île Deer dans la baie de Passamaquoddy du côté nord. Au sud, on retrouve l'île Brier et Long Island. Dans le fond de la baie, on peut voir dans la baie de Chignecto l'île Haute et, dans le bassin Minas, les Cinq Îles très pittoresques. À Hopewell, dans la baie de Chignecto, on retrouve des rochers à marée basse qui deviennent des îlots à marée haute. C'est un endroit très prisé des touristes qui peuvent y voir très bien la variation des eaux.

### Affluents
La baie reçoit plusieurs cours d’eau, dont le plus important est le fleuve Saint-Jean. Voici ces affluents :
Depuis le Nouveau-Brunswick :
- fleuve Saint-Jean ;
- rivière Magaguadavic ;
- rivière Memramcook ;
- rivière Petitcodiac ;
- Fleuve Sainte-Croix ;
- rivière Shepody ;
- rivière Tantramar.

Du côté de la Nouvelle-Écosse :
- rivière Annapolis ;
- rivière Avon River ;
- rivière Cornwallis ;
- rivière Salmon River ;
- rivière Shubénacadie.

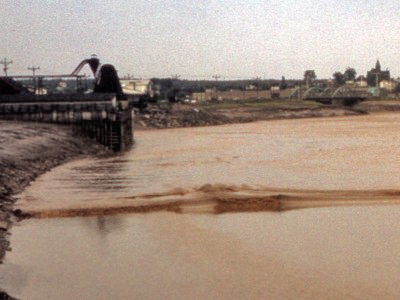
Mascaret sur la rivière Petitcodiac à Moncton

Les fortes marées de la baie de Fundy causent un phénomène intéressant dans la plupart de ces rivières et fleuves : un renversement du flot des eaux entre les marées basses et hautes. À marée basse, les eaux douces des rivières se jettent dans la baie alors qu'à marée haute, les eaux salées de la baie envahissent l'intérieur des terres. Ce phénomène est particulièrement spectaculaire dans le centre-ville de Saint-Jean où les chutes à l'embouchure de la rivière sont comblées par le flux arrivant de la baie. Cela permet la navigation par-dessus cet obstacle à marée haute.
Ce renversement des flots et une pente assez faible donnent de larges zones vaseuses dans toute la zone inter-marée sur les rivières de l'est de la baie. Ceci est très favorable à une grande diversité biologique, mais les rend souvent impraticables à la navigation. Un autre phénomène relié à ces deux conditions est l'occurrence de mascarets sur certaines de ces rivières. Il s'agit d'une vague qui déferle vers l'intérieur des terres à l'avant de la marée haute. Ceci est causé par l'eau venant de la baie et qui doit s'engouffrer dans une rivière étroite et peu profonde.
On retrouve des mascarets sur la rivière Shubenacadie à Truro, sur la rivière Salmon près de la même ville, ainsi que sur les rivières Petitcodiac à Moncton et Avon près de Windsor (Nouvelle-Écosse). Ce phénomène attire beaucoup de visiteurs et on peut même faire du rafting sur la vague à partir du village de Maitland. Cependant, la construction de ponts-jetées dans les années 1960-1970 a considérablement affecté le mascaret aux deux derniers endroits en accélérant l'ensablement.

### Communautés
Les plus grands centres de population sont du côté du Nouveau-Brunswick : les villes de Saint-Jean et de Moncton. On y recense également Saint-Andrews, Blacks Harbour et Sackville.
Du côté de la Nouvelle-Écosse, on retrouve Amherst, Truro, Windsor, Wolfville, Kentville, Annapolis Royal et Digby.

## Faune et flore
On retrouve dans la baie plus de 800 espèces d'invertébrés, une très grande variété de poissons dont la morue franche, le hareng, la plie, le merlu rouge, le merlu argenté, la goberge, le sébaste, le maquereau, l'aiglefin, le flétan, des raies et des requins. La productivité de la région est exceptionnellement élevée, particulièrement à l'entrée de la baie. Elle héberge donc un abondant écosystème marin, le krill, présent en grande quantité dans ces eaux froides attirant également des baleines de diverses espèces et autres cétacés. De juin à octobre, d'importantes concentrations de marsouins communs, de rorquals communs, de petits rorquals, de rorquals à bosse et de rorquals boréaux apparaissent dans la baie. La baie externe est utilisée comme aire de croissance par la baleine noire de l'Atlantique, une espèce en voie de disparition ; on y aperçoit le plus souvent des couples mère-baleineau et des immatures. Les phoques communs résident dans la région et l'on en voit partout.
La région est de plus importante comme escale migratoire pour des millions d'oiseaux mais aussi comme aire d'estivage et d'hivernage pour plusieurs espèces : goélands, mouettes, sternes, cormorans, petits pingouins, guillemots à miroir, guillemots de Troïl et canards de mer. On y dénombre aussi au-delà de 34 espèces d'oiseaux de rivage à l'automne ; les plus grandes concentrations (pouvant atteindre 1,5 million d'individus) se trouvent dans les battures vaseuses au fond de la baie. La région revêt une importance particulière pour le bécasseau semipalmé, puisque de 42 à 74 % de la population mondiale y fait escale chaque année.

## Ports et navigation
Le port de Saint-Jean (N.-B.) est l'un des plus occupés en Amérique du Nord, spécialisé dans les industries principales du Nouveau-Brunswick : bois, la pâte et le papier. On y retrouve également la plus grande raffinerie de pétrole du Canada, celle d'Irving Oil. D'ailleurs, la famille Irving, la plus influente de la province et l'une des plus riches au pays, y a son quartier général.
Les autres ports d'importance sont :
- Hantsport (Nouvelle-Écosse), sur la rivière Avon, grâce à son usine de pâte à papier et l'exportation de gypse en vrac ;
- Bayside (Nouveau-Brunswick) ;
- Eastport (Maine).

Il y a plusieurs services de traversiers, dont l'un à travers la baie depuis Saint-John vers Digby (Nouvelle-Écosse) (opéré par Bay Ferries Limited) et un certain nombre entre le continent et les îles :
- île Grand Manan vers Blacks Harbour et vers White Head Island (Nouveau-Brunswick) (par Coastal Transport Limited) ;
- île Deer vers Letete (par le département des transports du Nouveau-Brunswick) ;
- île Campobello vers l'île Deer et Eastport (Maine) vers l'île Deer (par East Coast Ferries Limited) ;
- Westport (Nouvelle-Écosse) (île Brier) vers Freeport (Nouvelle-Écosse) (île Long Island) et Tiverton (Nouvelle-Écosse) (Long Island) vers East Ferry (Nouvelle-Écosse) (par le département des transports et des travaux publics de la Nouvelle-Écosse).

Tout ce trafic maritime de traversiers, navires de fret et flottilles de pêche dans plusieurs petits ports fait de la baie un endroit très fréquenté. Les collisions avec les baleines, particulièrement les baleines noires (ou baleines franches) sont à la hausse. En 2003, la Garde côtière canadienne a redéfini les voies maritimes dans la baie de Fundy en essayant d'éviter les zones où se tiennent ces mammifères qui sont sur la liste des espèces menacées.

## Pollution
Selon une étude de l’université canadienne de Dalhousie, 1,8 million de déchets se trouvent au fond de la mer dans la Baie de Fundy. La moitié de ces détritus sont des morceaux de plastique (le reste étant des câbles, du matériel de pêche, etc.).

## Évènements
- Le SS Castillian (1899-1899), paquebot de la Allan Line steamship : naufrage le 11 mars 1899 dans la baie de Fundy, aucun mort.
- Le SS Cobequid (1914), paquebot de la Royal Mail Steam Packet Company : naufrage le 14 janvier 1914 sur les rochers de la Trinité lors de son voyage depuis l'Angleterre à destination de Saint John[13].
- Le SS Corinthian 1900 (1900-1918), paquebot de la Allan Line steamship puis sous le même nom, de la Canadian Pacific Line (1917) : naufrage le 14 décembre 1918 dans la baie de Fundy, aucun mort.